# 俞启葆
俞启葆（1910年—1975年），字遂初，男，江苏昆山人，中国农学家、棉花专家，曾任中国农业科学院陕西分院副院长，第四届全国政协委员。